# Sant Julià de Vilatorta
Sant Julià de Vilatorta település Spanyolországban, Barcelona tartományban. Lakosainak száma 3297 fő (2024).

## Földrajza
Sant Julià de Vilatorta Folgueroles, Sant Sadurní d’Osormort, Viladrau, Taradell, Santa Eugènia de Berga és Calldetenes községekkel határos.

## Népesség
A település lakosságának változását az alábbi diagram mutatja:
| Lakosok száma | 485  | 1000 | 1299 | 1335 | 1721 | 2622 | 2955 | 3123 | 3114 | 3297 |
|               | 1717 | 1887 | 1936 | 1960 | 1986 | 2004 | 2009 | 2014 | 2019 | 2024 |